# Oranjebaan (tramhalte)
Oranjebaan is een tramhalte van de Amsterdamse tram en voorheen sneltramhalte van de Amsterdamse metro in Amstelveen. De halte is gelegen op het viaduct boven de Oranjebaan en hiernaar vernoemd. Halte Oranjebaan heeft een eilandperron dat bereikbaar is via de trap of met een lift.
Op de halte stoppen tramlijnen 5 en 25. Van 1990 tot 2019 stopte hier ook sneltram 51. Tot 3 maart 2019 was er een 65 meter lang hoog gedeelte voor lijn 51 en een 30 meter lang laag gedeelte voor lijn 5.
Lijn 5 rijdt vanaf de Zoutkeetsgracht via het Leidseplein, het Museumplein en de Beethovenstraat naar het Stadshart van Amstelveen. Lijn 25 rijdt vanaf station Amsterdam Zuid via Amstelveen naar Uithoorn. Tussen station Amsterdam Zuid en de halte Oranjebaan in Amstelveen delen de tramlijnen 5 en 25 hetzelfde traject.
Vóór 12 december 2010 was het een van de haltes van de Zuidtangent, de snelle busverbinding van Connexxion van Haarlem, Hoofddorp en Schiphol richting Ouderkerk aan de Amstel en de Bijlmer (lijn 300) en vice versa. Deze haltes liggen, in tegenstelling tot de trappen en lift, door ruimtegebrek niet onder het viaduct maar aan weerszijden van het viaduct. Sinds de dienstregeling 2011 stopte deze busverbinding op de Ouderkerkerlaan. Op 10 december 2017 werd deze wijziging weer teruggedraaid en sindsdien rijdt lijn 300 weer via de Oranjebaan. Naast lijn 300 stopt ook de nachtbusvariant van lijn 300 (N30), evenals Connexxion lijn 171 en GVB nachtbus N84.
Centraal Station (NS) ·
Nieuwmarkt ·
Waterlooplein ·
Weesperplein ·
Wibautstraat ·
Amstelstation (NS) ·
Spaklerweg ·
Overamstel ·
Station RAI (NS) ·
Station Zuid (NS) ·
De Boelelaan / VU ·
A.J. Ernststraat ·
Van Boshuizenstraat ·
Uilenstede ·
Kronenburg ·
Zonnestein ·
Onderuit ·
Oranjebaan ·
Amstelveen Centrum ·
Ouderkerkerlaan ·
Sportlaan ·
Marne ·
Gondel ·
Meent ·
Brink ·
Poortwachter ·
Spinnerij ·
Sacharovlaan ·
Westwijk